# Presses universitaires de Vincennes
Les Presses universitaires de Vincennes, appelée aussi PUV Éditions, sont fondées en 1982 à l'Université de Paris-VIII (« Vincennes à Saint-Denis »). Elles sont spécialisées dans les sciences humaines et les arts, et publient entre 20 et 25 volumes par an, ainsi que 2 revues bilingues, numériques et gratuites. Le fonds comprend plus de 500 titres, répartis en 18 collections et 8 revues. Depuis 2014, les ouvrages et les revues sont publiés sur papier et en format numérique. Les PUV sont diffusées en librairie par AFPU-Diffusion (Villeneuve-d'Ascq) et sur Internet par Numilog, et sont membres de l'Association des éditeurs de la recherche et de l’enseignement supérieur.

## Objectif
Les PUV assurent un service public d'édition en mettant à la disposition de la communauté scientifique les ouvrages issus de la recherche universitaire la plus novatrice, tout en s'adressant à un public plus vaste, curieux d'aborder les questions de théorie, de méthode et d'objets que se posent aujourd'hui les sciences humaines. Les PUV éditent également des revues savantes dans des domaines spécialisés (art contemporain, études médiévales ou orientales...), en explorant des champs variables de questionnement de façon diversifiée ou interdisciplinaire.

## Publications
Depuis sa création, plus de 3 300 auteurs et autrices ont publié aux PUV.

### Ouvrages
Les Presses universitaires de Vincennes publient des ouvrages dans 18 collections qui couvrent différents domaines de recherches : la littérature, l'histoire, la philosophie, la sociologie, l'esthétique, les arts, la linguistique, etc.
- Collection « Arguments analytiques » (sous la direction de Déborah Gutermann-Jacquet et Sophie Marret-Maleval)
- Collection « Culture et société » (sous la direction de Denis Pernot, Violaine Roussel et Laure de Verdalle)
- Collection « Esthétiques hors cadre » (sous la direction de Aline Caillet et Cécile Sorin)
- Collection « GéoTraverses » (sous la direction de Amaël Cattaruzza, Nathalie Lemarchand et Nicolas Rouget)
- Collection « Intempestives » (sous la direction de François Noudelmann)
- Collection « L'imaginaire du texte » (sous la direction de Martine Créac'h et Nancy Murzilli)
- Collection « La philosophie hors de soi » (sous la direction de Fabienne Brugère et Bruno Clément)
- Collection « Libre cours » (sous la direction de Damien de Blic et Paul-Louis Rinuy) — ouvrages de poche destinée principalement aux étudiants
- Collection « Littérature hors frontière » (sous la direction de Violaine Houdart-Mérot et Françoise Simasotchi-Brones)
- Collection « Manuscrits modernes » (sous la direction d'Anne Herschberg-Pierrot et Jacques Neefs)
- Collection « Médias » (sous la direction de Pascal Froissart et Aurélie Tavernier)
- Collection « Recherche-création » (sous la direction de Violaine Houdart-Merot et Nancy Murzilli)
- Collection « Sciences du langage » (sous la direction d'Isabelle Roy et Elena Soare)
- Collection « Singulières migrations » (sous la direction de Delphine Leroy, Marie Peretti-Ndiaye et Amandine Spire)
- Collection « Temps & espaces » (sous la direction de Jean-Pierre Duteil)
- Collection « Théâtres du monde » (sous la direction d'Isabelle Moindrot et Marielle Silhouette)
- Hors collection

### Revues
- Biens symboliques / Symbolic Goods (rédaction en chef: Wenceslas Lizé, Séverine Sofio)
- Extrême-Orient Extrême-Occident, cahiers de recherches comparatives (rédaction en chef: Matthias Hayek et Pierre-Emmanuel Roux, Université Paris Diderot, Paris)
- Hybrid (comité de rédaction : Marguerite Chabrol, Pierre Fournie, Emmanuel Mahe, Isabelle Moindrot, Alexandra Saemmer, Marie-Hélène Tramus)

- Marges, revue d'art contemporain (responsable de la publication : Jérôme Glicenstein)
- Médiévales, Langue Textes Histoire (rédaction en chef: Danièle Sansy et Christopher Lucken)

### Anciennes revues
- Hors cadre (spécialisée en cinéma, arrêtée en 1993)
- Recherches linguistiques de Vincennes (spécialisée en linguistique théorique et formelle, arrêtée en 2014)
- Théorie, Littérature, Épistémologie (spécialisée en théorie littéraire, arrêtée en 2014)

## Comité éditorial
Le comité éditorial des Presses universitaires de Vincennes se compose d'enseignants et de chercheurs pour moitié de l'université Paris 8 et pour moitié d'institutions académiques associées/
- Damien de Blic (Directeur des Presses Universitaires de Vincennes - Maître de conférence en science politique, Université de Paris-VIII)
- Martine Créac'h (Professeure de littérature française, Université de Paris-VIII)
- Pascal Froissart (Professeur en sciences de l'information et de la communication, CELSA Sorbonne Université)
- Deborah Gutermann-Jacquet (Maîtresse de conférence en psychanalyse, Université de Paris-VIII)
- Anne Herschberg Pierrot (Professeure de littérature française, Université de Paris-VIII)
- Violaine Houdart-Merot (Professeure de littérature française, Université de Cergy-Pontoise)
- Delphine Leroy (Maîtresse de conférence en Sciences de l'éducation, Université de Paris-VIII)
- Sophie Marret-Maleval (Professeure de psychanalyse, Université de Paris-VIII)
- Nancy Murzilli (Maîtresse de conférences en littérature, Université de Paris-VIII)
- Jacques Neefs (Professeur émérite de l'Université de Paris-VIII et Professeur de littérature, Johns Hopkins University, Baltimore-États-Unis)
- François Noudelmann (Professeur de littérature française, Université de Paris-VIII)
- Marie Peretti-Ndiaye (Sociologue, COPAS, Université de Paris-VIII)
- Denis Pernot (Professeur de littérature française, Université de Paris-XIII)
- Isabelle Roy (Professeure en Sciences du langage, Université de Nantes)
- Paul-Louis Rinuy (Professeur d'histoire et théorie de l'art contemporain, Université de Paris-VIII)
- Violaine Roussel (Professeure de sociologie au département de Sciences politiques, Université de Paris-VIII)
- Françoise Simasotchi (Maîtresse de conférence en littérature, Université de Paris-VIII)
- Éléna Soare (Maîtresse de conférence en sciences du langage, Université de Paris-VIII)
- Cécile Sorin (Professeure au département cinéma, Université de Paris-VIII)
- Amandine Spire (Maîtresse de conférence, Université de Paris)
- Aurélie Tavernier (Maîtresse de conférences en Sciences de l'information et de la communication, Université de Paris-VIII)
- Laure de Verdalle (Directrice de recherche au CNRS)